# L'Oller (Castellterçol)
L'Oller és una masia de Castellterçol (Moianès) inclosa a l'Inventari del Patrimoni Arquitectònic de Catalunya. Està situada al nord del sector central del terme, a prop de la vila de Castellterçol. És a ponent de la carretera C-59, al sud-est de la Ginebreda i a ponent del Polígon industrial El Vapor. Pertany a aquesta masia la capella de Sant Bru de l'Oller, situada al costat nord de la masia.

## Descripció
Entre la Ginebreda i Castellterçol, a la part esquerra de la carretera que va a Moià, es troba Mas Oller. La casa té un nucli central del segle xvi o XVII i ampliat al segle xviii i al XX. La façana principal està encarada a ponent i consta de planta baixa i dos pisos. Les obertures, distribuïdes de forma regular, són rectangulars i estan emmarcades d'obra, llevat del portal i els balcons de la part central de la façana, emmarcats de pedra antiga. Als anys 40 del segle XX es va col·locar a la façana un rellotge de pedra i galeries als extrems del casal. L'interior conserva antigues dependències com la cuina on hi ha tots els estris auxiliars originals.
La capella, dedicada a Sant Bru, ja existia al segle xviii però es va remodelar totalment i canviar d'orientació en l'última remodelació. També se li va donar accés des d'un porxo situat a la planta noble, a la part de llevant.

## Història
Documentalment, l'existència del mas Oller consta des del segle xiv. En un document conservat pels propietaris, apareix aquesta casa amb motiu d'un plet per la possessió d'una mula entre dos pagesos. A finals del segle, el mas va quedar despoblat amb motiu de la pesta negra però els propietaris no van morir tots i aviat es va tornar a poblar.